# Lyndhurst (Virgínia)
Lyndhurst és una concentració de població designada pel cens dels Estats Units a l'estat de Virgínia. Segons el cens del 2000 tenia 1.527 habitants.

## Demografia
Segons el cens del 2000, Lyndhurst tenia 1.527 habitants, 580 habitatges, i 447 famílies. La densitat de població era de 96,8 habitants per km².
Dels 580 habitatges en un 30,3% hi vivien nens de menys de 18 anys, en un 65,3% hi vivien parelles casades, en un 7,6% dones solteres, i en un 22,9% no eren unitats familiars. En el 19,8% dels habitatges hi vivien persones soles el 9,3% de les quals corresponia a persones de 65 anys o més que vivien soles. El nombre mitjà de persones vivint en cada habitatge era de 2,61 i el nombre mitjà de persones que vivien en cada família era de 3.
Per edats la població es repartia de la següent manera: un 23,6% tenia menys de 18 anys, un 6,9% entre 18 i 24, un 27,3% entre 25 i 44, un 29% de 45 a 60 i un 13,1% 65 anys o més.
L'edat mediana era de 40 anys. Per cada 100 dones de 18 o més anys hi havia 96,6 homes.
La renda mediana per habitatge era de 45.165 $ i la renda mediana per família de 47.075 $. Els homes tenien una renda mediana de 38.472 $ mentre que les dones 20.640 $. La renda per capita de la població era de 18.467 $. Entorn del 4,7% de les famílies i el 7,6% de la població estaven per davall del llindar de pobresa.

## Poblacions més properes
El següent diagrama mostra les poblacions més properes.